# Dascyllus aruanus
Dascyllus aruanus, một số tài liệu tiếng Việt gọi là cá thia đồng tiền sọc, là một loài cá biển thuộc chi Dascyllus trong họ Cá thia. Loài này được mô tả lần đầu tiên vào năm 1758.

## Từ nguyên
Từ định danh aruanus được đặt theo tên gọi của quần đảo Aru (Indonesia) (hậu tố anus trong tiếng Latinh có nghĩa là "thuộc về"), là nơi mà mẫu định danh được thu thập (nhưng không có mẫu vật nào còn tồn tại).

## Phạm vi phân bố và môi trường sống

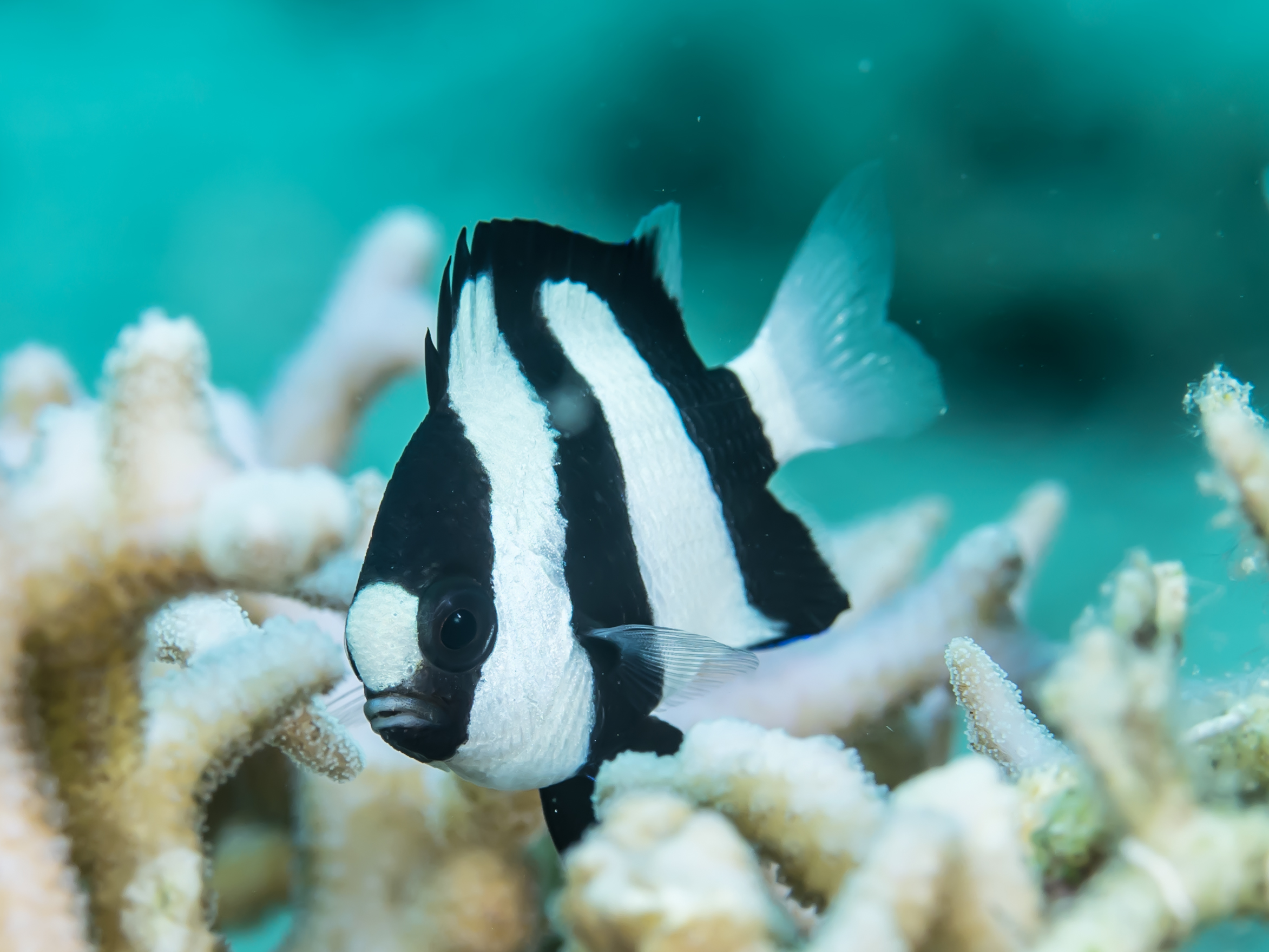
D. aruanus trong một cụm san hô nhánh

Ban đầu, D. aruanus được cho là có phân bố rộng khắp khu vực Ấn Độ Dương - Thái Bình Dương, nhưng quần thể ở Ấn Độ Dương đã được xác định là một loài chị em với nó, Dascyllus abudafur (trước đây là danh pháp đồng nghĩa của D. aruanus). Từ phía đông và bắc của eo biển Lombok, phạm vi của D. aruanus trải dài về phía đông đến quần đảo Line, quần đảo Marquises và quần đảo Tuamotu, ngược lên phía bắc đến vùng biển phía nam Nhật Bản, giới hạn phía nam đến Úc (bao gồm rạn san hô Great Barrier) và Nouvelle-Calédonie; trong khi đó, từ eo biển Lombok trải dài về phía tây là vùng phân bố của D. abudafur.
Tại Việt Nam, D. aruanus được ghi nhận tại vịnh Nha Trang (Khánh Hòa) cùng quần đảo Hoàng Sa và quần đảo Trường Sa.
D. aruanus lần đầu tiên được ghi nhận ở vùng biển Hoa Kỳ vào năm 2009, khi một cá thể được phát hiện ở ngoài khơi quận Palm Beach, Florida, và đến năm 2017, thêm hai cá thể của loài này được nhìn thấy tại Miami Beach, Florida. Nhiều khả năng những cá thể này được thả ra từ các bể cá cảnh.
D. aruanus sống trên các rạn san hô viền bờ và trong đầm phá ở độ sâu đến ít nhất là 20 m, thường được tìm thấy gần các cụm san hô phân nhánh.

## Mô tả

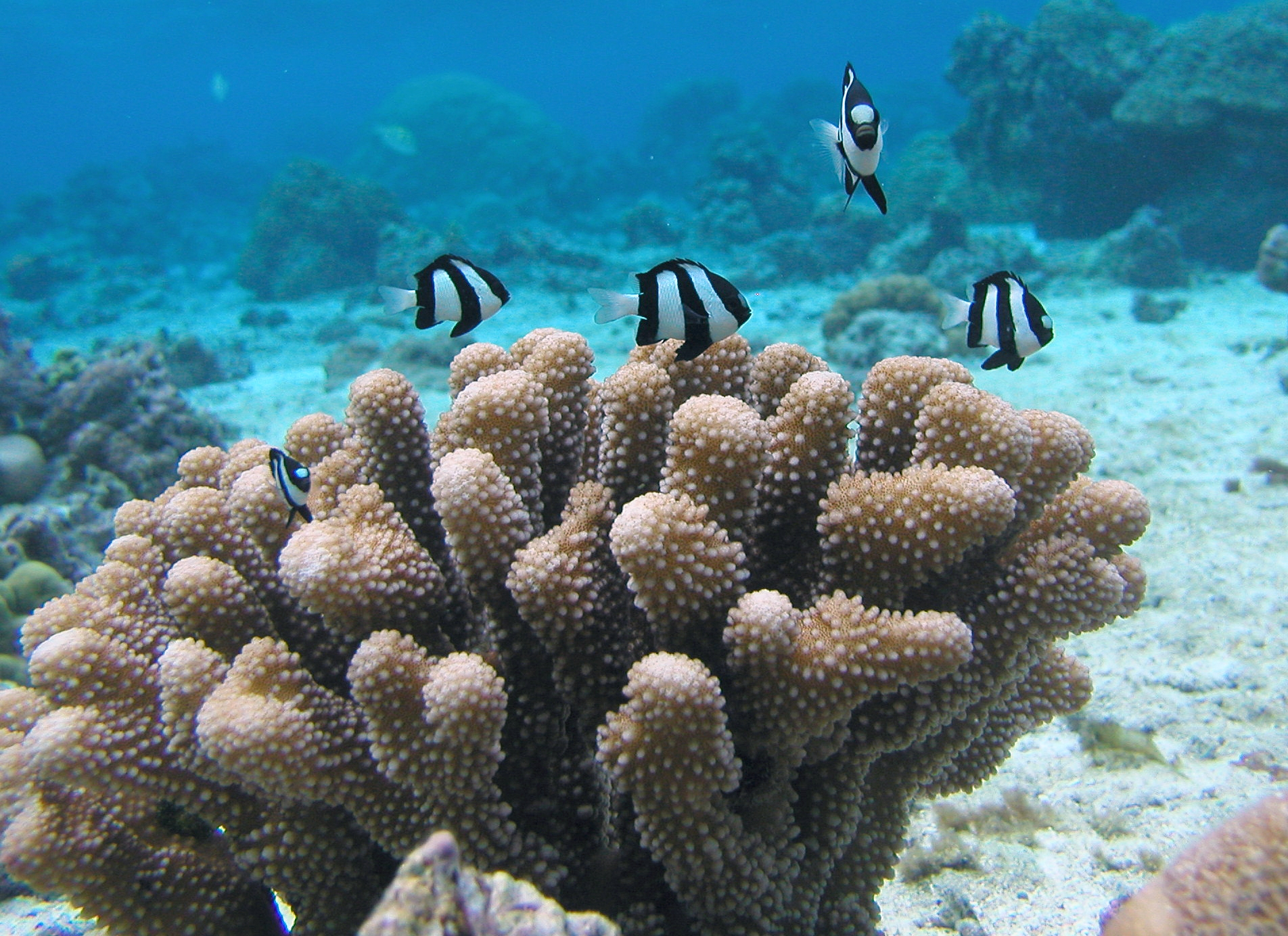
Một nhóm D. aruanus xung quanh san hô Pocillopora meandrina

Chiều dài cơ thể tối đa được ghi nhận ở D. aruanus là 10 cm. D. aruanus có màu trắng với ba dải sọc đen: dải thứ nhất ở đầu và băng qua mắt, dải thứ hai nằm giữa thân và kéo dài xuống vây bụng, còn dải cuối cùng nằm sát thân sau và từ vây lưng mềm băng xuống vây hậu môn. Ở trán, ngay giữa hai mắt có một đốm trắng nổi bật. Nửa ngoài của vây lưng (trừ phía sau trong suốt), phần lớn vây hậu môn và vây bụng có màu đen. Cuống đuôi trắng, trong mờ ở toàn bộ vây đuôi; vây đuôi lõm vào trong tạo thành hai thùy.
Kiểu hình của D. aruanus cũng khá giống với loài chị em thứ hai của nó, Dascyllus melanurus, nhưng đuôi của D. melanurus có màu đen nổi bật ở nửa ngoài, và một loài cá thia khác trong họ là Amblypomacentrus tricinctus, nhưng A. tricinctus có vây bụng màu trắng. Kiểu hình của D. aruanus và D. abudafur rất khó mà phân biệt, mặc dù chúng có sự khác biệt rõ ràng về trình tự gen sắc tố tế bào. Nhìn chung, D. abudafur có thêm một đốm xám đen ở gốc vây đuôi, còn D. aruanus thường có đuôi hoàn toàn là màu trắng.
Số gai ở vây lưng: 12; Số tia vây ở vây lưng: 11–13; Số gai ở vây hậu môn: 2; Số tia vây ở vây hậu môn: 11–13; Số gai ở vây bụng: 1; Số tia vây ở vây bụng: 5; Số tia vây ở vây ngực: 17–19; Số vảy đường bên: 15–19; Số lược mang: 21–26.

## Sinh thái học

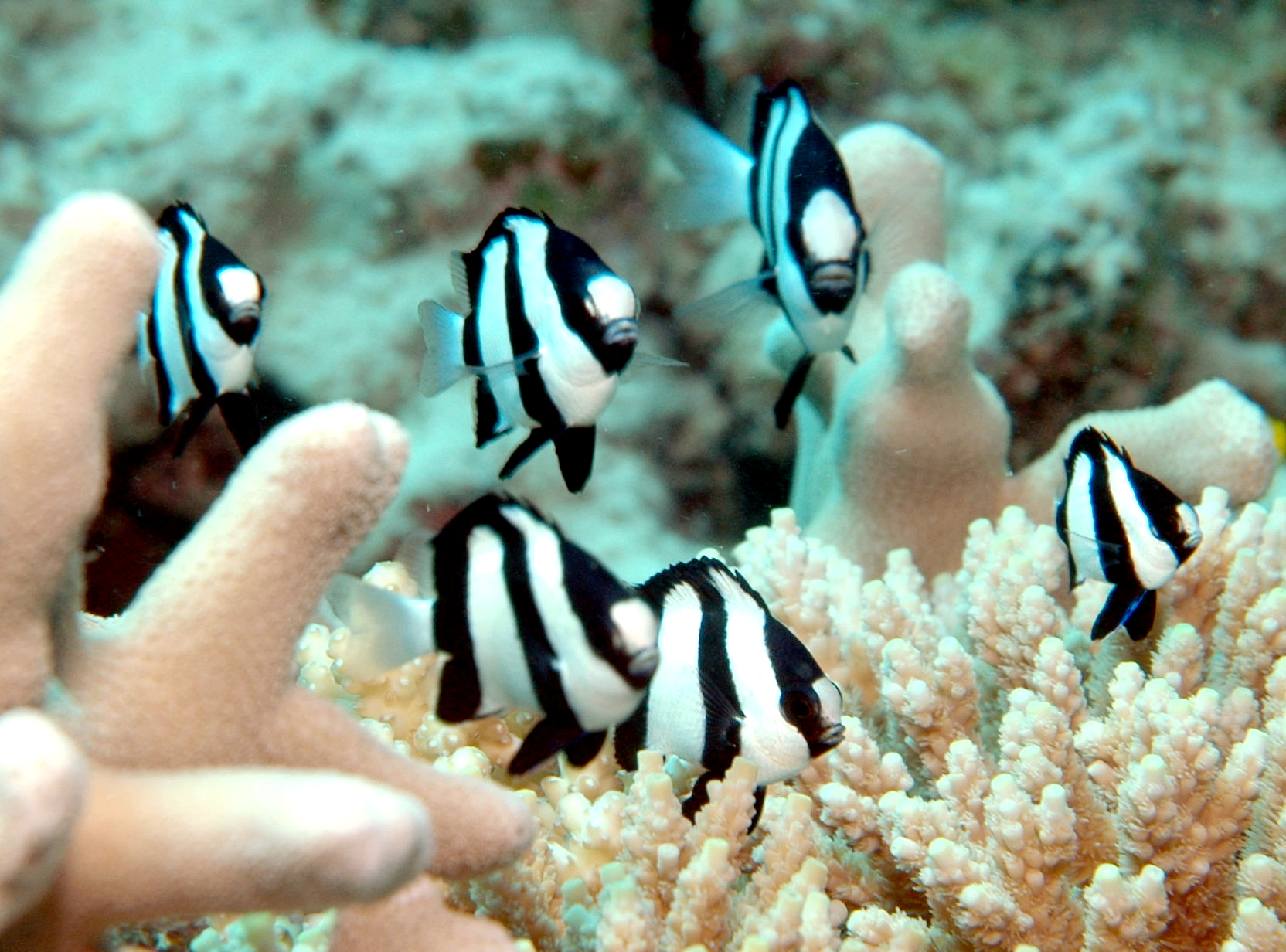
Một nhóm D. aruanus trên các nhánh san hô

Thức ăn của D. aruanus là tảo và động vật phù du, và chúng thường sống tập trung thành đàn. Thành phần trong chế độ ăn phụ thuộc vào thứ bậc trong đàn, còn tỉ lệ kiếm ăn (nhiều hay ít) lại phụ thuộc vào kích thước từng cá thể. Những cá thể có thứ bậc cao hơn trong đàn ăn nhiều động vật giáp xác hơn so với những cá thể có thứ bậc thấp, còn cá nhỏ thì kiếm ăn nhiều hơn so với cá lớn. Cá lớn và có thứ bậc cao ăn con mồi lớn hơn cá có thứ bậc thấp.
D. aruanus cũng có thể tấn công cả loài sao biển chuyên ăn san hô, Acanthaster planci, mặc dù giữa D. aruanus và san hô không có mối quan hệ hội sinh.
Cũng như những loài trong chi Dascyllus, D. aruanus đực cũng có khả năng phát ra âm thanh khi thực hiện các màn tán tỉnh để thu hút cá cái đến tổ của nó và đẻ trứng. Cá đực có tập tính bảo vệ và chăm sóc trứng; trứng có độ dính và bám vào nền tổ. Một cá thể lai tạp giao giữa D. aruanus và Dascyllus reticulatus đã được phát hiện tại rạn san hô Great Barrier.